# Snegurochka

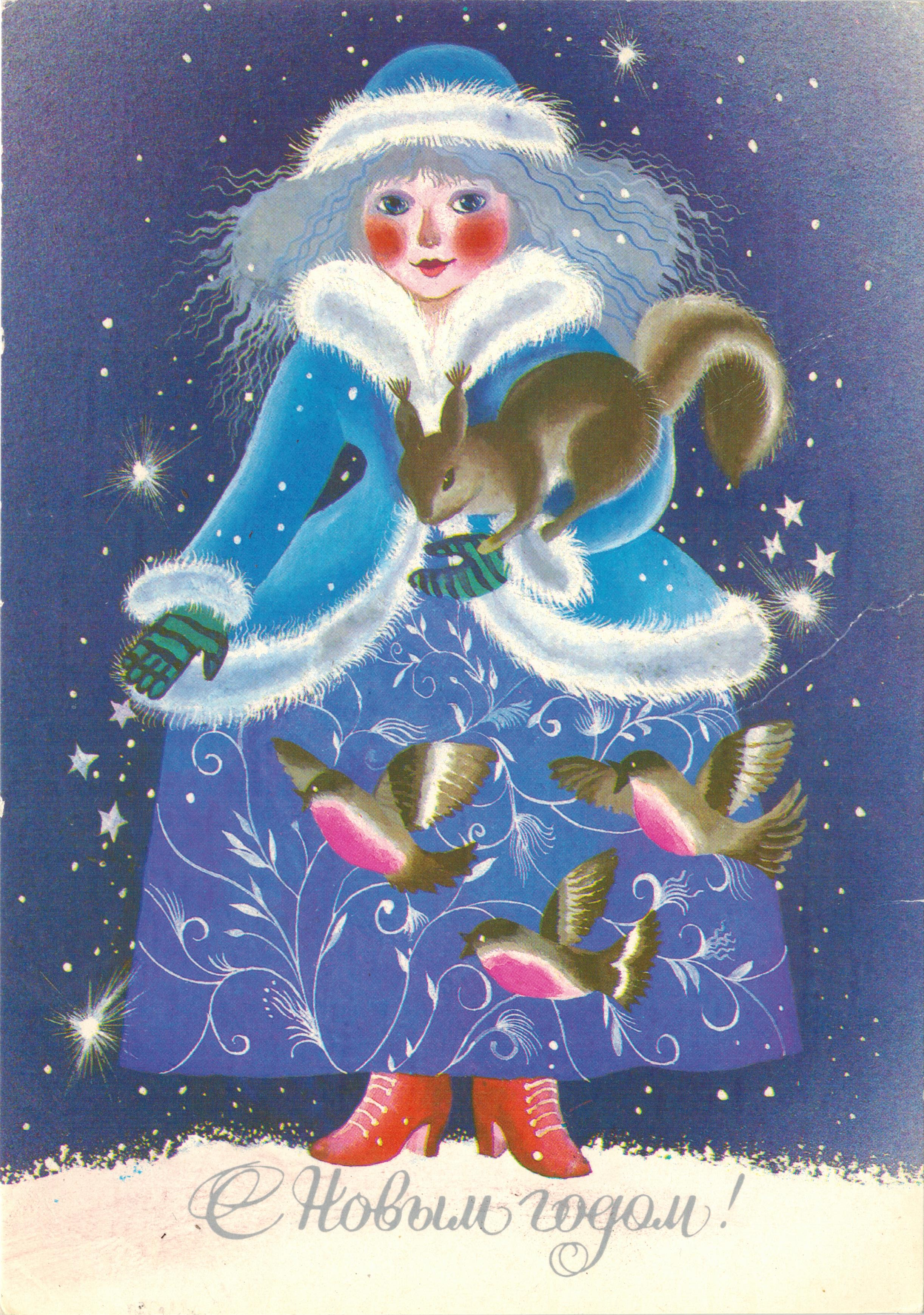
Snegurochka num livro infantil russo

Snegurochka (diminutivo) ou Snegurka (Russo: Снегу́рочка (diminutivo), Снегу́рка, IPA: [sʲnʲɪˈɡurət͡ɕkə, sʲnʲɪˈɡurkə]), ou Donzela da Neve, é uma personagem do Ano Novo russo originada nos contos de fadas russos.
Não tem raízes aparentes na mitologia e nos costumes eslavos tradicionais, tendo feito a sua primeira aparição no folclore russo no século XIX.
Desde meados do século XX, durante o período soviético, a Snegurochka é conhecida por ser retratada como a neta e companheira de Ded Moroz durante o Ano Novo.

## Classificação
Histórias do tipo de Snegurochka correspondem ao tipo Aarne–Thompson 703* A Donzela da Neve. A história de Snegurochka compara-se a contos do tipo 1362, A Criança da Neve, onde a origem estranha é uma mentira descarada.

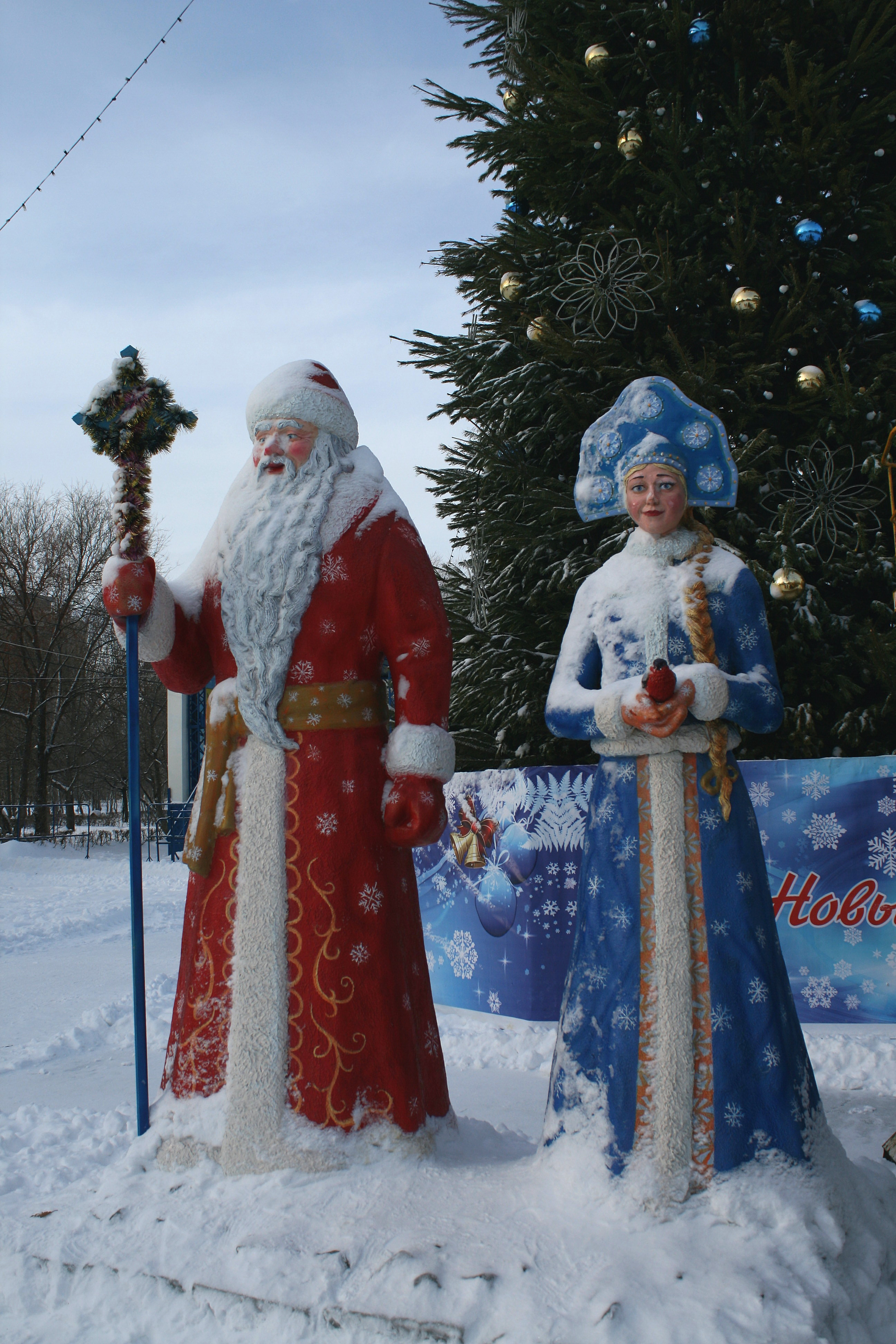
Esculturas do Ded Moroz e Snegurochka

## Versões folclóricas e adaptações

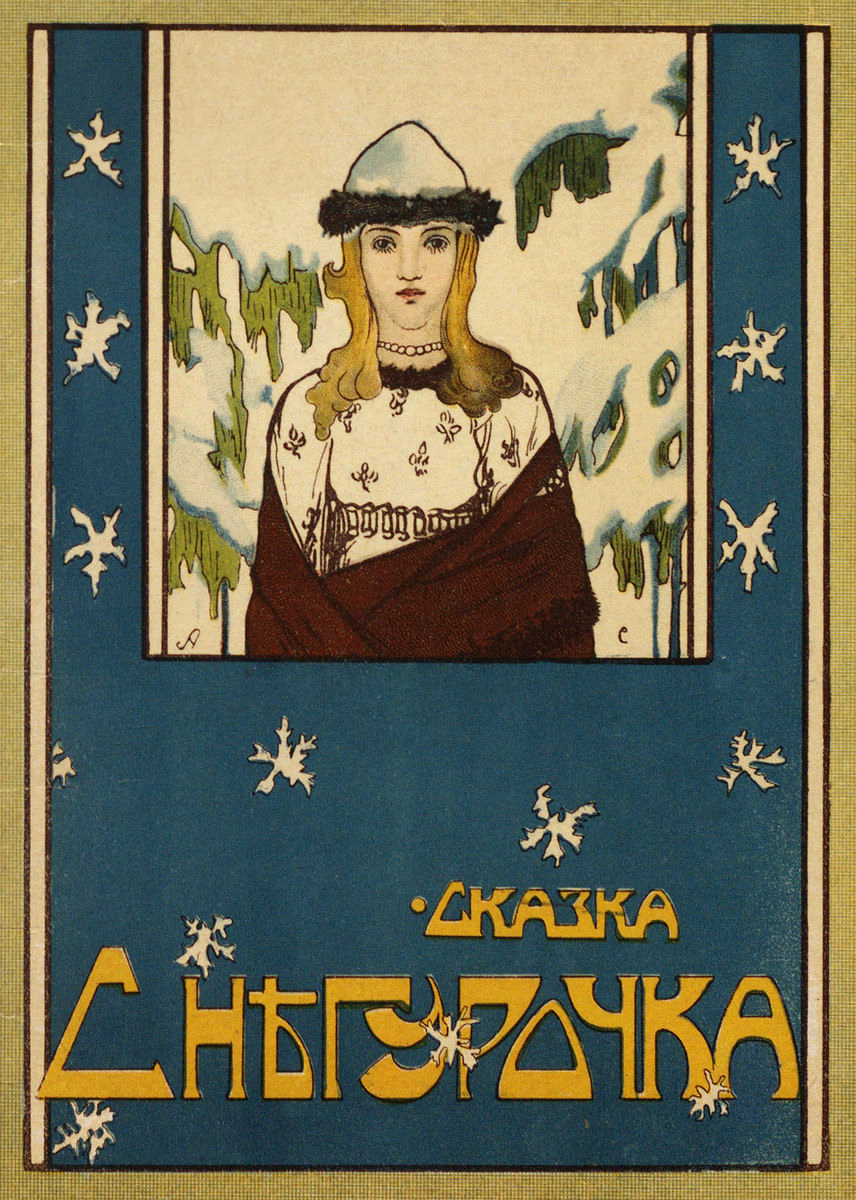
Capa do livro de contos russo Snegurochka (1916)

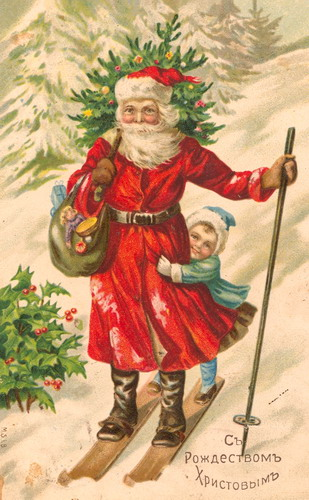
Ded Moroz com uma menina vestida de Snegurochka, postal pré-Soviético

Uma versão de um conto popular sobre uma rapariga feita de neve e chamada Snegurka (Snezhevinochka; Снегурка (Снежевиночка)) foi publicada em 1869 por Alexander Afanasyev no segundo volume de sua obra “Concepções Poéticas dos Eslavos Sobre a Natureza”, onde ele também menciona o análogo alemão, Schneekind ("Criança de Neve"). Nesta versão, os camponeses russos e sem filhos, chamados Ivan e Marya, criaram uma boneca de neve, que ganhou vida. Esta versão foi posteriormente incluída por Louis Léger em "Contes Populaires Slaves" (1882). Snegurka cresce rapidamente. Um grupo de raparigas convida-a para um passeio na floresta, onde fazem uma pequena fogueira e saltam por cima dela por turnos; em algumas variantes, isso ocorre no Dia de São João e está ligado a uma tradição desse dia. Quando chega a vez de Snegurka, ela começa a saltar, mas evapora-se a meio do salto, transformando-se numa pequena nuvem. Andrew Lang incluiu esta versão como "Floco de Neve" em "The Pink Fairy Book" (1897).

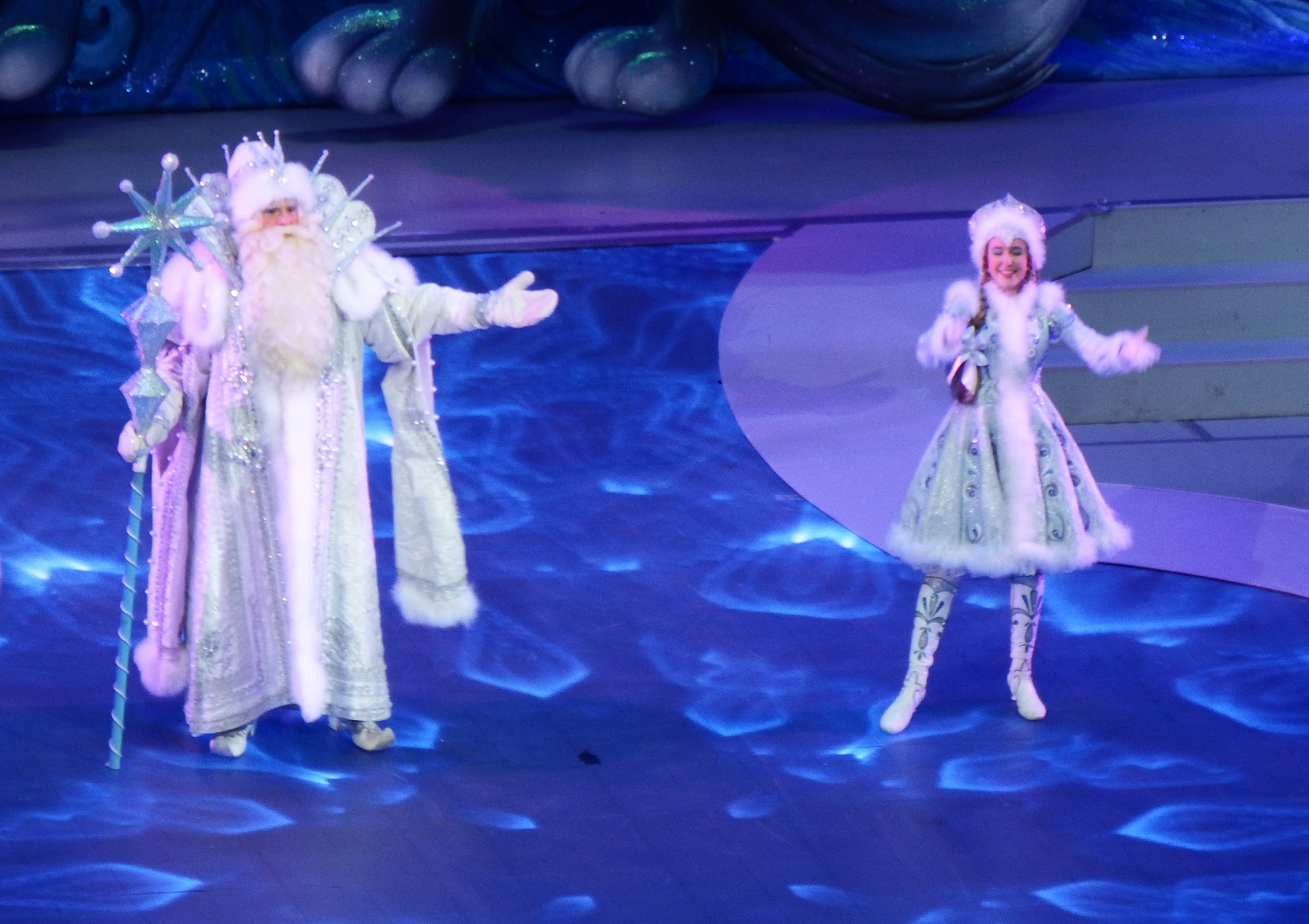
Snegurochka e Ded Moroz nas celebrações de ano novo de 2017 no Kremlin

Noutra história, ela é filha de Primavera, a Bela (Весна-Красна) e Ded Moroz, e anseia pela companhia de humanos mortais. Ela começa a gostar de um pastor chamado Lel, mas o seu coração é incapaz de conhecer o amor. A sua mãe tem pena dela e dá-lhe esta capacidade, mas, assim que se apaixona, o seu coração aquece e ela derrete. Esta versão da história foi transformada numa peça de teatro, A Donzela da Neve, por Aleksandr Ostrovsky, com música incidental de Tchaikovsky em 1873.
Em 1878, o compositor Ludwig Minkus e o mestre de ballet Marius Petipa encenaram uma adaptação de ballet de Snegurochka intitulada A Filha das Neves para o Ballet Imperial do Czar. O conto também foi adaptado numa ópera por Nikolai Rimsky-Korsakov, intitulada A Donzela da Neve: Um Conto de Fadas da Primavera (1880–1881).
A história de Snegurochka foi adaptada em dois filmes soviéticos: um filme animado com música de Rimsky-Korsakov, chamado A Donzela da Neve (1952), e o filme live-action A Donzela da Neve (1968). Ruth Sanderson recontou a história no livro ilustrado A Princesa da Neve, no qual apaixonar-se não mata imediatamente a princesa, mas transforma-a numa humana mortal, que eventualmente morrerá.
Em fevereiro de 2012, a poetisa eslovena Svetlana Makarovič publicou um conto de fadas balada, intitulado Sneguročka ("Snegurochka"), inspirado na personagem do conto de fadas russo. Makarovič tem uma grande paixão pela tradição russa desde a infância.
O artista e autor Jonathon Keats adaptou este conto de fadas na história curta "Ardour", que foi apresentada na antologia de 2010 de Kate Bernheimer sobre contos contemporâneos baseados em arquétipos clássicos, My Mother She Killed Me, My Father He Ate Me.

## Neta do Ded Moroz

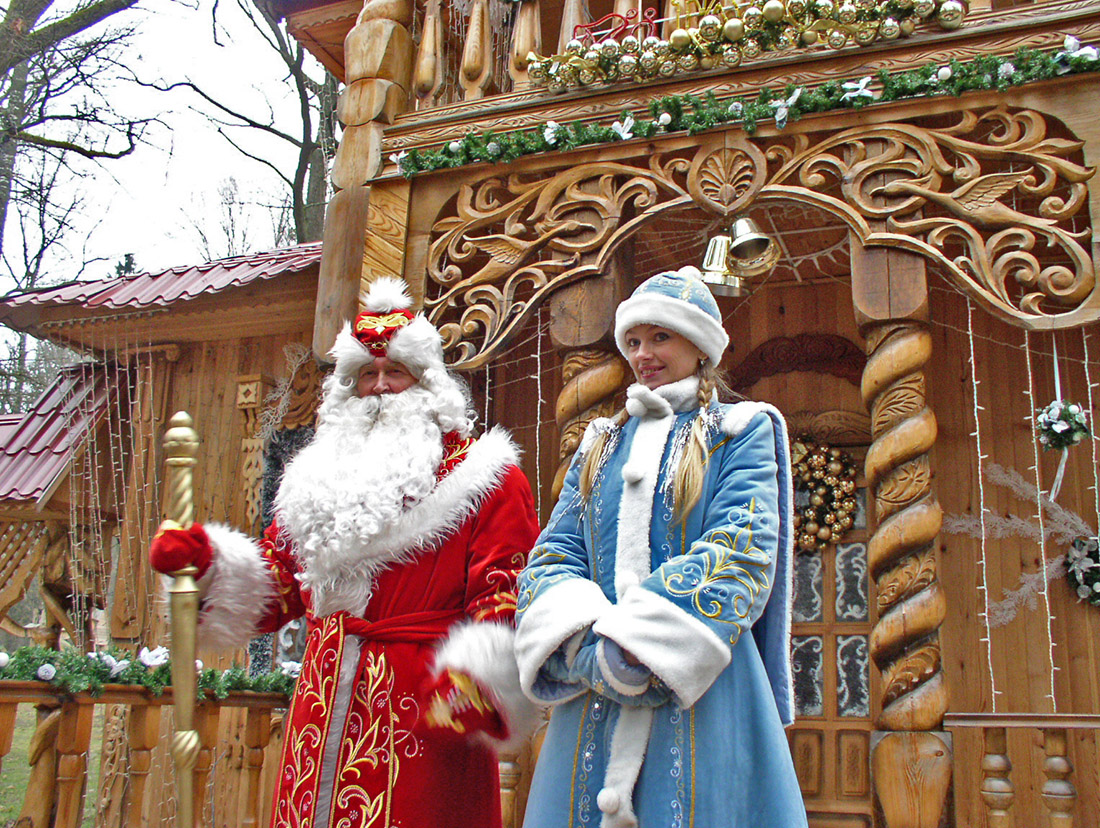
Snegurochka e Ded Moroz em Belovezhskaya Pushcha, Bielorrússia

No final do Império Russo, a Snegurochka fazia parte das celebrações natalícias, aparecendo como figura decorativa para a árvore de Natal e como personagem em peças infantis. No início da União Soviética, o Natal foi proibido, juntamente com outras tradições cristãs, até ser restaurado como feriado na Rússia independente em 1991. No entanto, em 1935, a celebração do Ano Novo foi permitida, incluindo parcialmente a árvore de Natal e o Ded Moroz. Foi nessa época que a Snegurochka adquiriu o papel de neta e ajudante de Ded Moroz. Nesse papel, ela veste longas roupas prateadas-azuis e um chapéu de pele ou um kokoshnik semelhante a um floco de neve. Durante os roteiros habituais das celebrações de Ano Novo para crianças, a aparição de Snegurochka é precedida pelo público gritando "Sne-gu-roch-ka" enquanto espera por ela.

## Na Rússia atual
Atualmente, a Snegurochka é uma figura fortemente valorizada na Rússia, sendo uma parte importante das celebrações de Ano Novo, da cultura, e quase sempre retratada como a companheira de Ded Moroz. Em 2020, um homem da Rússia tentou processar a Coca-Cola por incluir o Pai Natal em vez do Ded Moroz e da Snegurochka numa publicidade russa.